# RMS Persia
«RMS Persia» — британский пароход, судоходной компании «Кунард Лайн». Был «Королевским почтовым пароходом». «Персия» перевозила около 1000 человек и более 3000 писем в почтовом отделении. В конце своей карьеры списана по причине устаревания.

## История
«Персия» была заложена в 1854 году, спущена на воду в 1856 году и прошла отделку. В конце года пароход совершил свой первый рейс, в котором получил приз «Голубая лента Атлантики». В 1872 году «Персия» была списана по причине устаревания.

## Технические характеристики
RMS Persia имела две трубы, Сам корабль был сделан из железа. Это первый лайнер «Кунард Лайн», который был сделан из железа. На пароходе располагались две мачты с парусами — которые давали дополнительное увеличение скорости. Пассажиры разделялись на 1, 2 и 3 класс. Судно имело два гребных винта.